# Gnophos tenebraria
Gnophos tenebraria är en fjärilsart som beskrevs av Wagner 1910. Gnophos tenebraria ingår i släktet Gnophos och familjen mätare. Inga underarter finns listade i Catalogue of Life.